# کمپ کورال: سال‌های کودکی باب‌اسفنجی
کمپ کورال: سال‌های کودکی باب‌اسفنجی (به انگلیسی: Kamp Koral: SpongeBob's Under Years) (همچنین شناخته شده با عنوان کمپ کورال) یک مجموعه پویانمایی تلویزیونی آمریکایی است که توسط استیون هیلنبرگ ساخته شده و توسط لوک بروکشیر، مارک چکارلی، اندرو گودمن، کاز، مستر لارنس و وینسنت والر توسعه یافته است که در ۴ مارس ۲۰۲۱ در پارامونت پلاس به نمایش درآمد. این مجموعه یک پیش‌درآمد و اسپین‌آف از باب‌اسفنجی شلوارمکعبی محصول نیکلودئون است. شخصیت‌های این مجموعه به عنوان کودکان کم سن نمایش داده شده‌اند که در یک اردوی تابستانی حضور دارند. در اوت ۲۰۲۱، این مجموعه برای فصل دوم پایانی و ۱۳ قسمت تمدید شد که قرار است در سال ۲۰۲۴ منتشر شود.

## شخصیت‌های اصلی
- باب‌اسفنجی شلوارمکعبی و گری (با صدای تام کنی)[۱]
- پاتریک ستاره (با صدای بیل فیجرباک)[۱]
- اختاپوس هشت‌پا (با صدای راجر آلبرت بومپاس)[۱]
- آقای خرچنگ (با صدای کلنسی براون)[۱]
- سندی چیکس (با صدای کارولین لارنس)[۱]
- پلانکتون (با صدای مستر لارنس)[۱]
- خانم پاف (با صدای مری جو کتلت)[۱]
- کارن (با صدای جیل تالی)[۱]
- پرل کربس (با صدای لوری آلن)[۱]
- نوبی و نارلین (به ترتیب با صدای کارلوس الازراکی و کیت هیگینس)[۲]

## تولید
در ۱۴ فوریه ۲۰۲۰ اعلام شد که اسپین‌آف کمپ کورال در نیکلودئون در حال ساخت است. در تاریخ ۴ ژوئن ۲۰۱۹، اعلام شد که اسپین‌آف سه بعدی است. این انیمیشن ۱۱ قسمت دارد.
در ابتدا قرار بود این سریال در ۱ ژوئیه ۲۰۲۰ در نیکلودئون به نمایش در آید، اما در تاریخ ۳۰ ژوئیه ۲۰۲۰، اعلام شد که این مجموعه در ۱ ژانویه سال ۲۰۲۱ منتشر می‌شود. بعداً اعلام شد که این سریال در اواخر فوریه ۲۰۲۱ از نیکلودئون پخش خواهد شد. و بالاخره این انیمیشن در ۴ مارس پخش شد

## خلاصه داستان
باب اسفنجی ده سال دارد و برای مدتی به اردوی کمپ کورال آمده است.
او با دوستانش پاتریک ستاره ای،اختاپوس هشت پا و سندی چیکس که چند سال است با هم آشنا شدند ماجراجویی های گوناگون میکند. البته اختاپوس هشت پا سن بیشتری نسبت به آن ها دارد. او و لری خرچنگه و بابل بس مشاور های کمپ کورال هستند.
آقای خرچنگ رئیس کمپ کورال است. او خرچنگی خسیس و ثروتمند است.
پلانکتون آشپز کمپ کورال است. او همراه با همسرش کارن که یک کامپیوتر است در طبقه ی پایین آشپزخانه ی کمپ کورال زندگی میکند و دوست دارد دنیا را تصرف کند.
پرل کربس دخترخوانده آقای خرچنگ که نوزاد است در دفتر آقای خرچنگ کنار او در گهواره اش است.
خانم پاف جزء کارکنان کمپ کورال است و از حلزون ها بدش می آید.
گری حلزونه، حلزون باب اسفنجی است که در باغچه زندگی میکند.
نارلین و نوبی شخصیت های بدجنس داستان هستند. آن ها سعی دارند دیگران را گول بزنند.

## شخصیت های فرعی
- بابل بس
- لری خرچنگه
- کمپرهای لباس ندوست ها
- کمپر های هیولا
- خانم پاف
- خانم و آقای ثروتمند
- کارن
- مادر باب اسفنجی

## داستان قسمت ها
- قسمت اول: شکار عروس دریایی

خلاصه قسمت:
باب اسفنجی در اولین روز فصل عروس دریایی گیری از خواب بیدار می شود و با هیجان منتظر زمان شکار عروس دریایی می ماند تا نشان عروس دریایی گیری را بگیرد.
ولی وقتی زمان شکار میرسد پاتریک وقت را تلف میکند، و زمانی که پاتریک بی خیال می شود مادر باب اسفنجی به او زنگ میزند و باب اسفنجی در حال صحبت با مادرش شروع به عروس دریایی گیری میکند ولی موفق نمیشود، چند دقیقه بعد صحبتش با مادرش تمام میشود و چند عروس دریایی میگیرد اما اون عروس دریایی ها در تخیلات باب بود و باب اسفنجی ناراحت میشود و به سمت خانه خود میرود، سندی باب اسفنجی را میبیند که ناراحت است برای همین فکری به سرش میزند فکر او این بود که اختاپوس را رنگ بزنند و به باب اسفنجی بگویند بگیرش این فکر تقریبا انجام شده بود تا وقتی که سر و کله هیولایی پیدا شد و اختاپوس را خورد.
باب اسفنجی شروع به نجات دادن اختاپوس کرد و هیولا باب اسفنجی رو هم خورد، باب اسفنجی حباب بزرگی را در شکم هیولا درست کرد تا آزاد شوند وقتی آزاد شدند، پاتریک میگوید باب اسفنجی اولین عروس دریاییش رو گرفت اما آقای خرچنگ گفت عروس دریایی قلابی حساب نیست ولی نشان نجات جان مشاور از شکم هیولا رو گرفتی.
پایان
- قسمت دوم: معجون قندی،سک سک تو
- قسمت سوم: در جست و جوی ماشین خوراکی،کلبه ترسناک
- قسمت چهارم: اسفنج آشپرخانه،در جستجوی اردوگاه لباس نپوش ها
- قسمت پنجم: گنج کمپ کورال،گری در اردو
- قسمت ششم: حمله شبانه به خوراکی،نگهداری از پرل
- قسمت هفتم: میپ چطوره؟،زمان تنبیه
- قسمت هشتم: پاتریک کمی قرق می‌شود،کمپ باب اسفنجی
- قسمت نهم: بدبختی اختاپوس،بازی شبانه